# Zegelsem
Zegelsem est une section de la commune belge de Brakel située en Région flamande dans la province de Flandre-Orientale et le Denderstreek. C'était une commune à part entière avant la fusion des communes de 1971.

## Toponymie

### Attestations anciennes
Sigulfi villa (866, 868), Sigelshem (± 1150), Sechelshem (± 1185), Sichelshem (± 1185).

### Étymologie
Le nom de Zegelsem, d'origine germanique, vient de Siguwulfas haim, c'est-à-dire « habitation des gens de Siguwulf ».

### Surnom
Zegelsem est surnommé het Kasseidorp (« le village des pavés » en néerlandais) en raison de l'emploi courant de ce matériau dans le revêtement des voiries.

## Démographie

### Évolution démographique
- Sources : INS, Rem. : 1831 jusqu'en 1961 = recensements[4].

## Patrimoine naturel et architectural

### Het Burreken
La réserve naturelle het Burreken (« la petite source »), d'une superficie de 35 hectares, s'étend sur les territoires de Zegelsem, Escornaix et Hoorebeke-Saint-Corneille.

### Église Saint-Ursmer

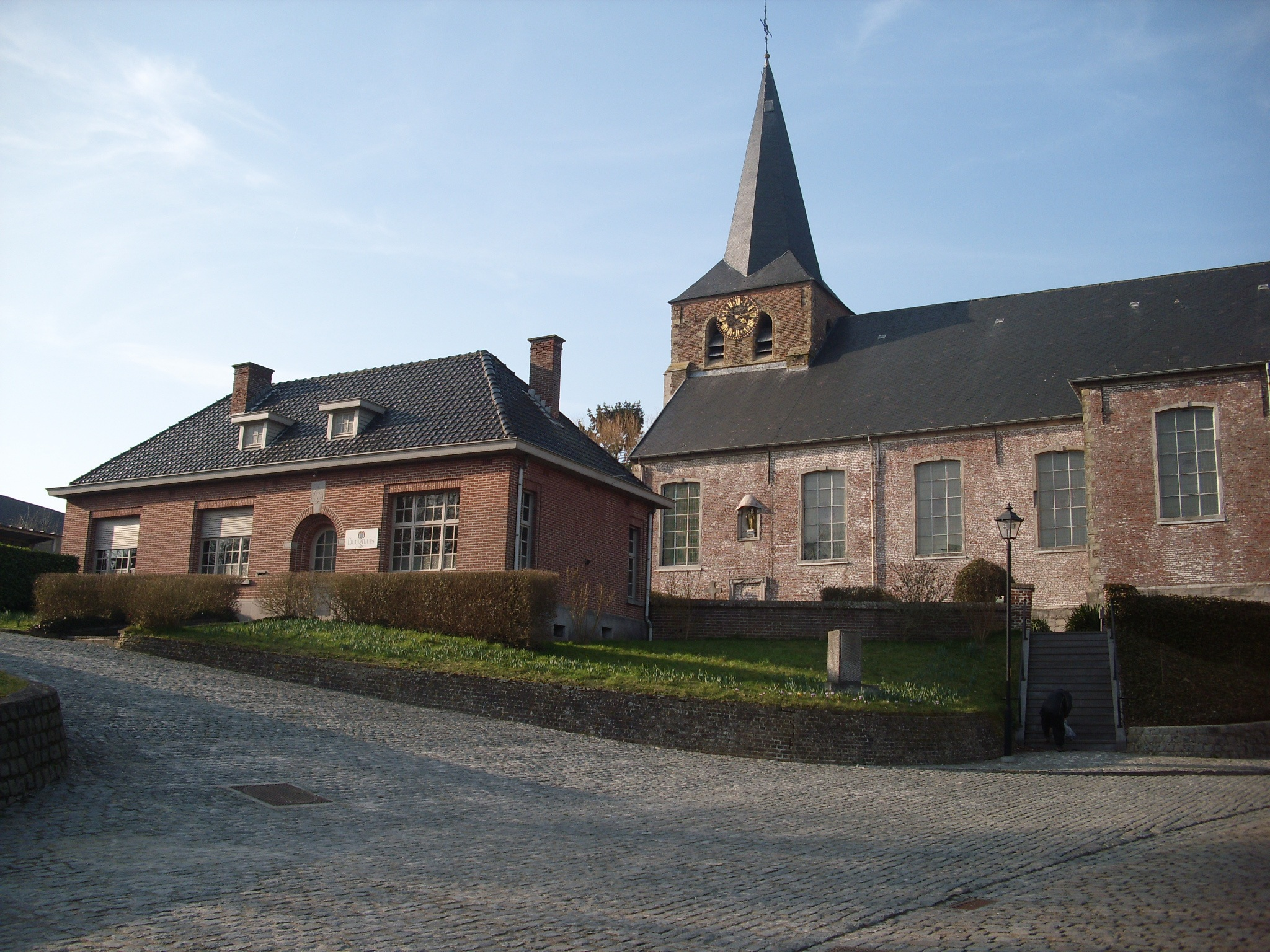
L'ancienne maison communale et l'église Saint-Ursmer.

L'église Saint-Ursmer (Sint-Ursmaruskerk en néerlandais) tire son nom d'Ursmer de Lobbes (vers 644-713) qui évangélisa la Flandre et le Hainaut.
Le clocher, de style gothique, date du XVIe siècle tandis que la nef néoclassique a été construite entre 1780 et 1783.

## Personnalités liées à la localité
- Isidoor Teirlinck (1851-1934), écrivain et folkloriste né à Zegelsem
- Herman Teirlinck (1879-1967), écrivain, fils d'Isidoor Teirlinck; il a passé une grande partie de son enfance à Zegelsem